# Experimentos de Rawalpindi
Los experimentos de Rawalpindi fueron experimentos que implicaron el uso de gas mostaza y fueron llevados a cabo por científicos británicos de Porton Down con cientos de soldados del ejército indio británico. Estos experimentos se llevaron a cabo antes y durante la Segunda Guerra Mundial en una instalación militar en Rawalpindi, en el actual Pakistán. Comenzaron a principios de la década de 1930 y duraron más de 10 años. Desde la publicación de la historia en The Guardian en 2007, los experimentos han sido denominados «experimentos de Rawalpindi» o «experimentos de gas mostaza de Rawalpindi» en los medios de comunicación.

## Historia
Los experimentos en Rawalpindi formaron parte de un proyecto mucho más amplio destinado a probar los efectos de las armas químicas en humanos. Más de 20.000 militares británicos fueron sometidos a pruebas de guerra química entre 1916 y 1989 en el centro de investigación de Porton Down del Ministerio de Defensa, en el suroeste de Inglaterra. Los experimentos de Rawalpindi se centraron en elgas mostaza, que ahora se sabe que es altamente cancerígeno. Según documentos de los Archivos Nacionales de Londres, científicos y médicos británicos probaron los efectos del gas mostaza en más de 20.000 soldados provenientes de la India durante un período de diez años. A principios de la década de 1930, los científicos de Rawalpindi enviaron soldados del ejército indio británico, vestidos con pantalones cortos y camisas de algodón, a cámaras de gas para experimentar los efectos del gas mostaza. Los científicos esperaban determinar la dosis adecuada para usar en los campos de batalla. Muchos de los participantes sufrieron quemaduras graves por la exposición al gas.
Estas pruebas provocaron un gran número de quemaduras, algunas de las cuales fueron tan dañinas que los sujetos tuvieron que ser hospitalizados. Según el informe, los pacientes con quemaduras graves a menudo se sentían muy miserables, deprimidos y con considerable malestar. Los pacientes fueron tratados en el Hospital militar de Rawalpindi. Se desconoce el lugar exacto donde se encontraba la instalación británica equipada con cámaras de gas en Rawalpindi. Los funcionarios de Porton Down argumentaron que los juicios tuvieron lugar en una época diferente, durante un conflicto, por lo que su conducta no debería juzgarse según los estándares actuales.